# Henri de Lubac

Kardinalswappen von Henri Kardinal de Lubac

Henri Kardinal de Lubac SJ (* 20. Februar 1896 in Cambrai; † 4. September 1991 in Paris) war ein französischer katholischer Theologe und Jesuit. Papst Johannes Paul II. kreierte ihn zum Kardinal.

## Leben
Henri de Lubac trat nach kurzem Jurastudium am 9. Oktober 1913 der Gesellschaft Jesu bei. 1914, zu Beginn des Ersten Weltkrieges, wurde er eingezogen und erlitt 1917 eine schwere Kopfverwundung, deren Folgen ihn zeitlebens belasteten, immer wieder musste er seine Arbeit aussetzen. Umso bemerkenswerter ist sein umfangreiches Werk. 1927 wurde er zum Priester geweiht. Von 1929 bis 1961 war er Professor für Fundamentaltheologie und Religionsgeschichte am Institut catholique in Lyon. Während des Zweiten Weltkrieges war er zeitweise wegen seiner Mitarbeit im französischen Widerstand im Untergrund. Im Jahr 1938 erschien sein programmatisches Werk Catholicisme (dt. 1943), das aus der theologischen Tradition die universale Heilsbedeutung der Kirche neu akzentuierte. Seit 1950 hatte er wegen seiner Gnadenlehre (insbesondere Surnaturel, 1946) vom Orden acht Jahre Lehrverbot und veröffentlichte in dieser Zeit drei Bücher über den Buddhismus. Gleichwohl wählte Kardinal Pierre-Marie Gerlier, Erzbischof von Lyon, ihn zu seinem Berater beim Zweiten Vatikanischen Konzil. Am 2. Februar 1983 wurde er von Papst Johannes Paul II. ohne vorherige Bischofsweihe als Kardinaldiakon mit der Titeldiakonie Santa Maria in Domnica in das Kardinalskollegium aufgenommen, um damit sein theologisches Lebenswerk zu würdigen. 1969 hatte Lubac die Ernennung zum Kardinal abgelehnt.

## Wirken
Lubac gilt zusammen mit Marie-Dominique Chenu, Jean Daniélou und Yves Congar als Vorreiter der Nouvelle théologie. Sie stellte sich dem Problem der Unveränderlichkeit und der Geschichtlichkeit der Wahrheit auf neue Weise, wollte die Gotteserkenntnis und das Verhältnis zwischen Natur und Gnade sowie zu den nichtchristlichen Religionen theologisch neu bestimmen und einen Dialog mit dem Marxismus führen. Damit waren Hauptthemen des Zweiten Vatikanischen Konzils vorgedacht.
Die genannten Theologen verstanden ihre „neue“ Theologie nie in dem Sinne, als sei die Tradition der Kirche fortan unbeachtlich und Theologie „vernünftig“ nur im Rahmen des derzeitigen wissenschaftlichen Erkenntnisstandes möglich. Lubac erinnerte vielmehr daran, dass gerade das katholische Dogma Gemeinschaft (lat. „communio“) stiftet.
Lubac beeinflusste im deutschsprachigen Raum vor allem die Theologen Karl Rahner, Hans Urs von Balthasar, Joseph Ratzinger, Karl Lehmann, Erhard Kunz und Walter Kasper. Über theologische Fachkreise hinaus auch in der Mediävistik vielbeachtet wurde sein monumentales Kompendium zur Geschichte des vierfachen Schriftsinns (Exégèse médiévale: les quatre sens de l’écriture, Paris 1959–1964), das an Vorstudien seit Ende der 1940er Jahre anknüpft.
Die „nachkonziliare Krise“ veranlasste Lubac, wieder deutlich zugunsten der Tradition zu argumentieren. So diagnostizierte er: „Die Tradition der Kirche wird verkannt und nur noch als Last empfunden. (…) Dieser Tradition, die glaubend empfangen und im Glauben weitergeführt wird, stellt man vermessen die eigene persönliche ‚Reflexion‘ entgegen.“
1968 wurde Henri de Lubac für sein Werk Images de l’abbé Monchanin und für sein Lebenswerk mit dem Grand prix catholique de littérature geehrt.
Die französische Bischofskonferenz beschloss im März 2023, den Seligsprechungsprozess für Henri de Lubac zu eröffnen.

## Schriften
in der Reihenfolge des Erscheinens der französischen Erstausgaben
- Glauben aus der Liebe. 2. Aufl. Johannes Verlag, Einsiedeln 1970, 3. Aufl. Johannes Verlag, Einsiedeln 1992 (französische Erstausgabe: Catholicisme, 1938).
- mit anderen Autoren: Israel et la foi chrétienne. Éditions de la librairie de l’Université, Fribourg 1942.
- Die Tragödie des Humanismus ohne Gott. Feuerbach-Nietzsche-Comte und Dostojewskij als Prophet. Übersetzt von Eberhard Steinacker, Otto Müller Verlag, Salzburg 1950 (Le Drame de L’Humanisme Athée, 1944).
- Corpus mysticum. Kirche und Eucharistie im Mittelalter. Eine historische Studie. Übertragen von Hans Urs von Balthasar. Johannes Verlag, Freiburg, Einsiedeln 1995, ISBN 3-89411-161-5 (französische Erstausgabe: Corpus mysticum. L’Eucharistie et l’Église au Moyen Age. Étude historique, 1944).
- Typologie, Allegorie, geistiger Sinn. Studien zur Geschichte der christlichen Schriftauslegung (= Theologia Romanica, Bd. 23). Aus dem Französischen übertragen und eingeleitet von Rudolf Voderholzer. Johannes, Freiburg 1999, 4. Aufl. 2023, ISBN 3-89411-357-X (Übersetzung von Henri de Lubac, l’Écriture dans la Tradition, 1966, sowie dreier Aufsätze aus Theologies d’occasion, 1984).
- Geist aus der Geschichte. Das Schriftverständnis des Origines. Übertragen und eingeleitet von Hans Urs von Balthasar. Johannes Verlag, Einsiedeln 1968 (französische Erstausgabe: Histoire et esprit. L’intelligence de l’Écriture d’après Origène, 1950).
- Die göttliche Offenbarung. Kommentar zum Vorwort und zum ersten Kapitel der Offenbarungskonstitution Dei Verbum des Zweiten Vatikanischen Konzils (franz. Original: La revelation divine, 1968), übersetzt und eingeleitet von Rudolf Voderholzer, Johannes Freiburg 2001, ISBN 3-89411-369-3
- Auf den Wegen Gottes. Zweite deutsche Ausgabe nach der Übertragung von Robert Scherer, überarbeitet von Cornelia Capol. Johannes Verlag, Einsiedeln 1992, ISBN 3-89411-308-1 (französische Erstausgabe: Sur les chemins de dieu, 1956).
- Die göttliche Offenbarung. Kommentar zum Vorwort und zum ersten Kapitel der dogmatischen Konstitution „Dei verbum“ des Zweiten Vatikanischen Konzils (= Theologia Romanica, Bd. 26). Johannes Verlag, Einsiedeln, Freiburg 2001, ISBN 3-89411-369-3 (französische Erstausgabe: La révélation divine, 1966).
- Krise zum Heil. Eine Stellungnahme zur nachkonziliaren Traditionsvergessenheit. Übersetzt von Karlhermann Bergner. 2., überarbeitete Ausgabe. Morus, Berlin 2002, ISBN 3-87554-372-6 (französische Erstausgabe: L’église dans la crise actuelle, 1969).
- Credo. Gestalt und Lebendigkeit unseres Glaubensbekenntnisses. Johannes Verlag, Einsiedeln 1975, ISBN 3-265-10165-7 (französische Erstausgabe: La foi chrétienne. Essai sur la structure du symbole des apôtres, 1969).
- Pic de la Mirandole. Paris 1974.
- Recherches dans la foi. Trois études sur Origène, Saint Anselme et la philosophie chrétienne. Beauchesne, Paris 1979.
- Schleiermacher, Fichte, Hölderlin. Übersetzt von Alexander G[arcía] Düttmann. In: Typologie. Internationale Beiträge zur Poetik. Frankfurt am Main 1988, S. 338–356 (zuerst in: La postérité spirituelle de Joachim de Flore. Teil 1: De Joachim à Schelling. Lethielleux, Paris 1979, ISBN 2-283-60135-5, S. 327–342).
- Meine Schriften im Rückblick (= Theologia Romanica, Bd. 21). Mit einem Vorwort von Christoph Schönborn. Übertragen von Manfred Lochbrunner und anderen. Johannes Verlag, Einsiedeln, Freiburg 1996, ISBN 3-89411-337-5 (französische Erstausgabe: Mémoire sur l’occasion de mes écrits, 1989).
- Oeuvres complètes. Herausgegeben von Georges Chantraine und Éric de Moulins-Beaufort. Éditions du Cerf, Paris 1998ff.